# Reżyser filmowy

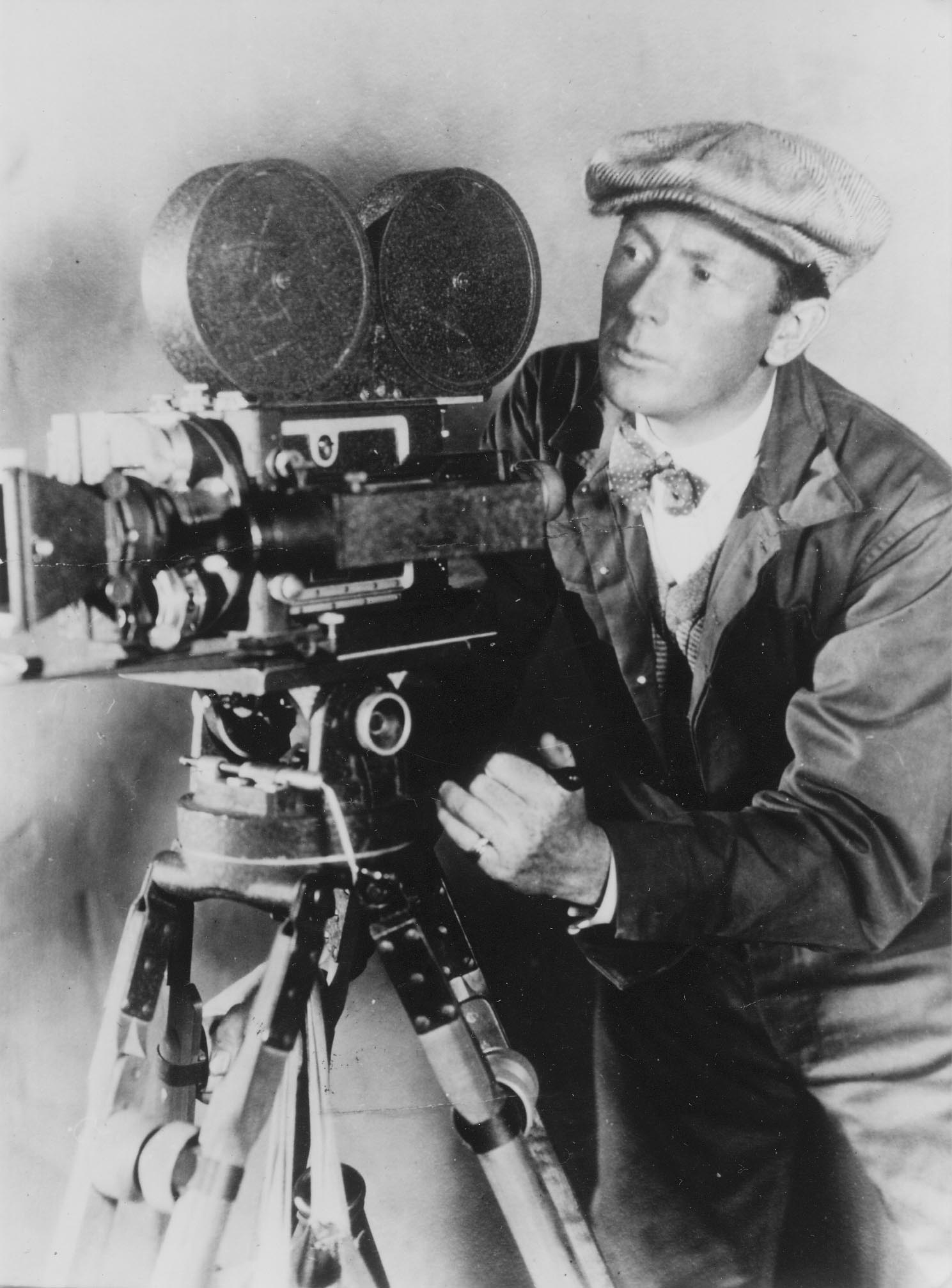
Reżyser filmowy Friedrich Wilhelm Murnau przy kamerze filmowej

Reżyser filmowy – osoba wykonująca film na podstawie scenariusza. Reżyser ma kontrolę nad wyborem członków obsady filmu, projektem produkcji i decyzjami na temat całokształtu produkcji filmu. Reżyserzy także prowadzą próby, kierują obsadą i ekipą oraz współpracują z aktorami, celem uzyskania idealnych wykonań. W prawie Unii Europejskiej reżyser filmu jest postrzegany jako autor filmu. Według Bureau of Labor Statistics w maju 2011 roku przeciętny reżyser filmowy w Stanach Zjednoczonych zarobił 92 220 dolarów. Pierwszy i drugi reżyser może zastąpić reżysera między innymi przy: przebitkach, niektórych etapach postprodukcji i w krótkich okresach niedyspozycji oraz innych mniej ważnych ujęciach.